# Sashi Menon
Sashi Menon (Madras, 9 agosto 1952) è un ex tennista indiano.

## Carriera
In carriera ha vinto 3 titoli di doppio, tutti nel 1978. Nei tornei del Grande Slam ha ottenuto il suo miglior risultato raggiungendo i quarti di finale di doppio agli Australian Open nel 1975.
In Coppa Davis ha disputato 34 partite, collezionando 18 vittorie e 16 sconfitte.

## Statistiche

### Doppio

#### Vittorie (3)
| Numero | Anno | Torneo                             | Superficie  | Compagno         | Avversari in finale                | Punteggio     |
| 1.     | 1978 | Mexico City WCT, Città del Messico | Cemento     | Gene Mayer       | Marcelo Lara Raúl Ramírez          | 6-3, 7-6      |
| 2.     | 1978 | Lagos Open, Lagos                  | Terra rossa | George Hardie    | Colin Dowdeswell Jürgen Fassbender | 6–3, 3–6, 7–5 |
| 3.     | 1978 | Indian Open, Calcutta              | Terra rossa | Sherwood Stewart | Gilles Moretton Yannick Noah       | 7–6, 6–4      |